# Остров Кольдевея
Остров Кольдевея — один из малых островов внутренних проливов архипелага Земля Франца-Иосифа. Административно относится к Приморскому району Архангельской области России.
По сравнению с другими многочисленными островами, он является довольно пологим (до 66 метров). Недалеко от наивысшей точки острова находится двупиковая скала в 6 метров высотой. Вторая по высоте точка находится в южной части острова (52 метра).
Остров Кольдевея не имеет озёр, но через единственную долину протекает ручей. На севере выступает обрывистый мыс с маленьким островком Шёнау.
Остров Кольдевея имеет примерно треугольную форму и полностью свободен от глетчерного льда.
От острова Сальм отделён проливом в 200 метров глубиной, но западная часть «соединена» с ним отмелью, достигающей 35 метров глубины. Её протяжённость — 6 км. На отмели выступает подводный риф в полтора метра.
Остров назван по имени немецкого полярного путешественника Карла Кольдевея.